# Pak Nam-chol (calciatore 1988)
Pak Nam-chol (박남철?, 朴南哲?; 3 ottobre 1988) è un calciatore nordcoreano, difensore dell'Amrokgang e della Nazionale nordcoreana.